# (15651) Tlepolemos
(15651) Tlepolemos (9612 P-L) – planetoida z grupy trojańczyków okrążająca Słońce w ciągu 12,04 lat w średniej odległości 5,25 j.a. Odkryta 22 października 1960 roku.